# 34660 Mickeyvillarreal
34660 Mickeyvillarreal este o planetă minoră (asteroid), cu un diametru de 6,118 km, din centura de asteroizi. A fost descoperită pe 20 noiembrie 2000 la Stația Anderson Mesa de Lowell Observatory Near-Earth-Object Search. 
Obiectul prezintă o orbită caracterizată de o semiaxă mare de 3,124737 UAi, o excentricitate de 0,06, o înclinație de 16,86604 ° în raport cu ecliptica.